# Barbra Streisand’s Greatest Hits Vol. 2
| Оценки критиков               | Оценки критиков |
| Источник                      | Оценка          |
| ----------------------------- | --------------- |
| Allmusic                      | [ 1 ]           |
| Music Week                    | [ 2 ]           |
| The Rolling Stone Album Guide | [ 3 ]           |

Barbra Streisand's Greatest Hits Vol. 2 — второй сборник хитов Барбры Стрейзанд, выпущенный на лейбле Columbia Records в ноябре 1978 года. Альбом имел большой коммерческий успех и стал четвёртым альбомом Стрейзанд, достигшим первого места в альбомном чарте США.

## Об альбоме
Во вторую коллекцию хитов Барбры вошли её самые успешные синглы: «Evergreen» (№1 в Billboard Hot 100), «The Way We Were» (№1), «My Heart Belongs to Me» (№4), «Stoney End» (№6), «Prisoner» (№21), «Songbird» (№25), «Sweet Inspiration»/«Where You Lead» (№37),  «All In Love Is Fair» (№63). В альбом также была включена песня «Superman», являющаяся фаворитом самой Стрейзанд. Многие другие успешные синглы Стрейзанд, вышедшие в 70-х, однако остались за пределами альбома —- «Where You Lead» (№40), «Time And Love» (№51), «Mother» (№79), «Didn't We» (№82), «Flim Flam Man» (№82), «Sing»/«Make Your Own Kind Of Music» (№94).
На альбоме нет песен со следующих альбомов: Barbra Streisand…And Other Musical Instruments, ButterFly, Lazy Afternoon, Classical Barbra и с саундтреков On a Clear Day You Can See Forever и Funny Lady. «Where You Lead» с Barbra Joan Streisand представлена только как часть попурри «Sweet Inspiration»/«Where You Lead» с альбома Live Concert at the Forum.
Помимо уже изданных песен, для альбома была записана композиция «You Don’t Bring Me Flowers» с Нилом Даймондом, которая стала одним из крупнейших хитов для обоих.
Сольная версия «You Don’t Bring Me Flowers» Барбры вышла на альбоме Songbird в мае 1978 года, а за год до этого свою версию этой песни выпустил Даймонд. В результате, один из радиодиджеев свёл две версии этой песни в один микс и пустил её в эфир. У его ремикса появились фанаты, которые стали активно просить поставить дуэт в эфир на радио, хотя самого дуэта, фактически, не существовало. Возросший интерес к дуэту был замечен представителями Columbia Records, которые настояли на том, чтобы Стрейзанд и Даймонд записали эту песню вместе. Продюсером дуэта стал старый друг Даймонда, Боб Гаудио. Стрейзанд и Даймонд планировали сыграть в фильме, поставленному по этой песне, однако Даймонд отказался от этого проекта в приоритет ремейка фильма Певец джаза.
Barbra Streisand's Greatest Hits Vol. 2 —- единственный альбом Стрейзанд, на котором присутствует песня «Prisoner», которая в оригинале выходила на саундтреке к фильму Глаза Лауры Марс. Песня вышла как сингл в июле 1978 года, став хитом в США. Песня достигла 21 места в чарте Billboard Hot 100 и провела в чарте 12 недель. Песня вышла одновременно с другим её синглом «Songbird» c с одноименного альбома, в результате чего ни та, ни другая не смогли достигнуть ожидаемых пик-позиций.
На обложке альбома было использовано фото Франческо Скавулло.

## Коммерческий успех
Barbra Streisand's Greatest Hits Vol. 2 обладал большим успехом, достигнув первых мест в альбомных чартах, как в США, так и в Великобритании. Альбом дебютировал в Billboard 200 с 7 места 2 декабря 1978 года, достигнув первой строчки 6 января 1979 года и оставаясь на первом месте три недели подряд. Альбом провел в чарте 86 недель. Barbra Streisand's Greatest Hits Vol. 2 был сертифицирован как платиновый 16 ноября 1978 года, а 28 октября 1994 года —- как пять раз платиновый.
Песня «You Don’t Bring Me Flowers» была выпущена как сингл в октябре 1978 года. Дебютировав в Billboard Hot 100 с 48 места, песня в итоге стала третьим хитом №1 для обоих. Сингл провёл на вершине две недели, оставаясь в чарте 17 недель. 16 ноября 1978 года он был признан золотым, а 19 августа 1997 года —- платиновым. Стрейзанд и Даймонд исполнили песню на 22-й церемонии«Грэмми», на которой они были номинированы в категориях Лучшая запись года и Лучшее вокальное поп-исполнение дуэтом или группой. Вторым синглом в поддержку альбома в марте 1979 года была выпущена песня «Superman». Сингл имел некоторый успех на радио, но в Billboard Hot 100 не попал.

## Список композиций
1. «Evergreen (Love Theme from A Star Is Born)» (Barbra Streisand, Paul Williams) – 3:04
  - Песня выпущена на саундтреке A Star Is Born.
2. «Prisoner (Love Theme from Eyes of Laura Mars)» (Karen Lawrence, John Desautels) – 3:57
  - Песня выпущена на саундтреке к фильму Глаза Лауры Марс.
3. «My Heart Belongs to Me» (Alan Gordon) – 3:21
  - Песня выпущена на альбоме Superman.
4. «Songbird» (Dave Wolfert, Stephen Nelson) – 3:45
  - Песня выпущена на альбоме Songbird.
5. «You Don’t Bring Me Flowers» (Marilyn Bergman, Alan Bergman, Neil Diamond) – 3:26
  - Новая запись, дуэт с Нилом Даймондом.
6. «The Way We Were» (Alan Bergman, Marilyn Bergman, Marvin Hamlisch) – 3:30
  - Песня выпущена на альбоме The Way We Were.
7. «Sweet Inspiration»/«Where You Lead» (Dan Penn, Spooner Oldham / Carole King, Toni Stern) – 6:20
  - Песня выпущена на альбоме Live Concert at the Forum. Оригинальная студийная версия «Where You Lead» включена в альбом Barbra Joan Streisand.
8. «All in Love Is Fair» (Stevie Wonder) – 3:52
  - Песня выпущена на альбоме The Way We Were.
9. «Superman» (Richie Snyder) – 2:47
  - Песня выпущена на альбоме Superman.
10. «Stoney End» (Laura Nyro) – 2:58
  - Песня выпущена на альбоме Stoney End.

## Чарты
| Чарт (1979)                  | Место |
| ---------------------------- | ----- |
| U.S. Billboard 200           | 1     |
| UK Albums Chart              | 1     |
| New Zealand Albums Chart     | 1     |
| Australian Kent Music Report | 2     |

| Чарт (1979)               | Место |
| ------------------------- | ----- |
| UK Albums Chart           | 6     |
| Australian Albums Chart   | 14    |
| U.S. Billboard Pop Albums | 28    |

## Сертификации
}
}
}
}
}
| Регион                                                      | Сертификация  | Продажи    |
| ----------------------------------------------------------- | ------------- | ---------- |
| Австралия (ARIA)                                            | 2× Платиновый | 140 000^   |
| Канада (Music Canada)                                       | 3× Платиновый | 300 000^   |
| Гонконг (IFPI Hong Kong)                                    | Платиновый    | 20 000*    |
| Новая Зеландия (RMNZ)                                       | Платиновый    | 15,000^    |
| Великобритания (BPI)                                        | Платиновый    | 300 000^   |
| США (RIAA)                                                  | 5× Платиновый | 5 000 000^ |
| ^ Данные о тиражах приведены только на основе сертификации. |               |            |